# Friedrich von Scholtz
Friedrich von Scholtz (24 tháng 3 năm 1851 tại Flensburg – 30 tháng 4 năm 1927 tại Ballenstedt) là một tướng lĩnh quân đội Đức, đã từng tham gia cuộc Chiến tranh Pháp-Đức. Trong Chiến tranh thế giới thứ nhất, ông là tư lệnh của Quân đoàn XX rồi Tập đoàn quân số 8 của Đế quốc Đức trên Mặt trận phía Đông, và sau đó là Tư lệnh của Cụm tập đoàn quân "Sholtz" trên Mặt trận Macedonia.

## Đầu đời
Sinh trưởng tại Ballenstedt, sự nghiệp quân sự của ông khởi đầu vào năm 1870 tại Regensburg với tư cách là một lính pháo thủ và học viên sĩ quan cấp cao. Von Scholtz đã tham chiến trong cuộc Chiến tranh Pháp-Đức (1870 – 1871). Sau khi cuộc chiến tranh chấm dứt, ông học tại Học viện Quân sự ở Potsdam và vào ngày 9 tháng 3 năm 1872, ông được thụ phong sĩ quan pháo binh với quân hàm trung úy. Từ năm 1874 cho đến năm 1876, ông học tại trường pháo binh ở kinh thành Berlin và vào năm 1901 ông được lên cấp bậc đại tá. Vào năm 1908, ông được lãnh chức tư lệnh Sư đoàn số 21 trong quân đội của Đức hoàng và vào ngày 1 tháng 10 năm 1912, ông được thăng cấp Thượng tướng pháo binh, và được giao nhiệm vụ chỉ huy Quân đoàn XX.

## Chiến tranh thế giới thứ nhất
Khi cuộc Chiến tranh thế giới thứ nhất bùng nổ, von Schultz cùng với quân đoàn của ông được thuyên chuyển sang Mặt trận phía Đông, nơi ông đã tham chiến trong các trận đánh lớn ở Trận Tannenberg và Łódź. Vào ngày 26 tháng 5 năm 1915, ông được ủy nhiệm làm Tư lệnh Tập đoàn quân số 8 và phái đến trấn giữ các chiến tuyến ở Verdun.
Vào ngày 22 tháng 4 năm 1917, ông được chuyển đến vùng Balkan, nơi ông thay thế tướng Otto von Below làm tư lệnh của một cụm tập đoàn quân bao gồm Tập đoàn quân số 11 của Đức và Tập đoàn quân số 1 của Bulgaria. Hầu hết lực lượng của ông được hình thành từ các đơn vị Bulgaria, do phần lớn các lực lượng Đức đã được rút khỏi Bulgaria. Tập đoàn quân số 11 của Đức cũng không phải là một ngoại lệ. Vào năm 1918, biên chế của tập đoàn quân này bao gồm 6 sư đoàn bộ binh Bulgaria và một sư đoàn bộ binh dù có bộ tham mưu là người Đức nhưng cũng được hình thành từ các đơn vị Bulgaria. Von Scholtz điều phối được các hoạt động trên Mặt trận Macedonia và được các đồng mình Bulgaria của mình kính nể.
Vào tháng 9 năm 1918, dưới sự chỉ huy của tướng Pháp Louis Franchet d'Espèrey, các lực lượng Đồng minh đã phát động một chiến dịch tấn công dọc theo thung lũng sông Vardar nhằm vào Tập đoàn quân "Scholtz". Quân Đồng minh đã chọc thủng chiến tuyến của Tập đoàn quân số 11 và buộc tướng Scholtz phải phát lệnh triệt binh tại khu vực Dobro Pole, nhưng Tập đoàn quân số 1 của Bulgaria giành chiến thắng trong trận Doiran. Vì vậy, các lực lượng Đồng minh giờ đây tiến xuống sông Vardar nhưng hai bên sườn của họ đã bị hở trước một đòn giáng có thể xảy ra từ cánh phải của Tập đoàn quân số 11, vốn vẫn chiến đấu trong trật tự, và Tập đoàn quân số 1 của Bulgaria. Tuy nhiên, tướng Von Scholtz nghĩ rằng một đợt tấn công như vậy chưa được chuẩn bị đầy đủ, và ông chủ trương ra lệnh rút lui toàn bộ Cụm tập đoàn quân của mình, với hy vọng là tình hình sẽ ổn định. Tổng hành dinh Cụm tập đoàn Scholtz được dời từ Skopje sang Jagodina nhưng tình hình vẫn tiếp tục xấu đi và một số binh sĩ Bulgaria thậm chí còn nổi loạn và tiến đến Sofia để thỏa thuận với chính quyền. Điều này buộc Bulgaria phải đầu hàng vào ngày 29 tháng 9 năm 1918. Tin tức này đã đến với các sĩ quan Bulgaria phục vụ trong các đơn vị cánh phải của Tập đoàn quân số 11 như một cú sốc, nhưng cuối cùng họ đã tuân thủ thượng lệnh và hạ vũ khí. Như một hành động cuối cùng để bày tỏ thiện ý của mình, một số người trong số họ đã cản bước quân Đồng minh đủ lâu cho binh lính và sĩ quan Đức đã chiến đấu bên cạnh họ có thể triệt thoái và tránh bị bắt. Giờ đây, cụm tập đoàn quân bị giải thể và tướng Scholtz được điều đến România để tổ chức phòng ngừ ở đây.
Sau khi cuộc chiến tranh chấm dứt, Von Scholtz giải ngũ vào ngày 24 tháng 1 năm 1919. Ông về hưu và 8 năm sau thì từ trần ở độ tuổi 76.

## Phong tặng
- Được liệt vào hàng quý tộc Phổ ngày 16 tháng 6 năm 1913 ở Berlin, được cấp văn bằng (Diplom) ngày 24 tháng 11 năm 1913
- Huân chương Đại bàng Đỏ hạng nhất với Lá sồi [1]
- Huân chương Vương miện hạng nhất [1]
- Thập tự Sắt (1914) hạng nhất và nhì
- Huân chương Quân công ngày 3 tháng 9 năm 1915
- Tiến sĩ danh dự (Ehrendoktor) của Đại học Jena vào ngày 29 tháng 7 năm 1918
- Trước đây, ở Neumünster (Schleswig-Holstein) có doanh trại Scholtz được đặt theo tên ông.